# Laura Lippman
Laura Lippman (Atlanta, 31 gennaio 1959) è una scrittrice statunitense di libri gialli.

## Vita privata e carriera
Laura Lippman è nata ad Atlanta ed è cresciuta a Baltimora, nel Maryland. È figlia di Theo Lippman Jr., uno scrittore per il Baltimora Sun, e di Madelin (Mabry) Lippman, una libraia scolastica in pensione. Suo nonno paterno era ebreo, e altri suoi antenati erano scozzesi e irlandesi. Lippman ha frequentato le superiori a Columbia, nel Maryland, dove è stata capitano del team It's Academic della Wilde Lake High School. Ha anche partecipato a diverse produzioni drammatiche, come Finian's Rainbow, The Lark e A piedi nudi nel parco. Si è diplomata nel 1977.
Lippman è stata una reporter per il San Antonio Light (oggi chiuso) e per il Baltimore Sun. È meglio conosciuta per avere scritto una serie di romanzi ambientati a Baltimora con protagonista Tess Monaghan, una reporter diventata un investigatore privato. Le opere di Lippman hanno vinto il Premio Agatha, l'Anthony Award, l'Edgar Award, il Premio Nero Wolfe, il Gumshoe Award e il Premio Shamus. Il suo libro del 2007 I morti lo sanno (What the Dead Know) è stato il primo dei suoi libri ad entrare nella lista dei best seller del New York Times, ed era candidato al Dagger Award della Crime Writer's Association. Oltre ai romanzi con Tess Monaghan, nel 2003 Lippman ha scritto Ogni cosa è segreta (Every Secret Thing), che è diventato poi un film.
Lippman vive nel quartiere Federal Hill di Baltimora e spesso scrive nel caffè del quartiere, Spoons. Oltre a scrivere, insegna al Goucher College a Towson, nel Maryland, appena fuori Baltimora. A marzo 2013 è stata l'ospite d'onore al Left Coast Crime.
Lippman è sposata con David Simon, un altro ex reporter del Baltimore Sun, e creatore e produttore esecutivo della serie della HBO The Wire. Il personaggio Bunk viene mostrato mentre legge uno dei libri della Lippman (In a Strange City), nell'ottavo episodio della prima stagione di The Wire. Lippman è apparsa in una scena del primo episodio dell'ultima stagione di The Wire come reporter impiegata al Baltimore Sun.

## Premi letterari
- 1998 – Premio Edgar con Charm City
- 1999 – Anthony Award con Il macellaio di Butchers Hill (Butchers Hill)
- 1998 – Premio Shamus con Charm City
- 1999 – Premio Agatha per il miglior romanzo con Il macellaio di Butchers Hill (Butchers Hill)
- 2000 – Anthony Award con In Big Trouble
- 2000 – Premio Shamus con In Big Trouble
- 2001 – Premio Nero Wolfe con Sugar House
- 2004 – Anthony Award con Every Secret Thing
- 2004 – Premio Barry per il miglior romanzo con Every Secret Thing
- 2007 – Anthony Award con No Good Deeds
- 2008 – Premio Macavity con What the Dead Know
- 2008 – Premio Barry per il miglior romanzo con What the Dead Know
- 2008 – Anthony Award con What the Dead Know
- 2008 – Strand Critics Award con What the Dead Know

## Opere

### Romanzi

#### Serie di Tess Monaghan
- Baltimora Blues (1997)
- Charm City (1997)
- Il macellaio di Butchers Hill (Butchers Hill) (1998)
- In Big Trouble (1999)
- The Sugar House (2000)
- In a Strange City (2001)
- The Last Place (2002)
- By A Spider's Thread (2004)
- No Good Deeds (2006)
- Another Thing to Fall (2008)
- Sunburn (2018)

#### Romanzi autonomi
- Ogni cosa è segreta (Every Secret Thing) (2003)
- To The Power of Three (2005)
- I morti lo sanno (What the Dead Know) (2007)
- L'amica di un tempo (Life Sentences) (2009)

### Raccolte di racconti
- Hardly Knew Her (2008)